# Minsk
Minsk (in bielorusso Мінск?; in russo Минск?) è la capitale e principale città della Bielorussia (1996730 abitanti nel 2025) e sede della Comunità degli Stati Indipendenti. È anche il capoluogo della voblasć omonima (Regione di Minsk) dalla quale è extraterritoriale, costituendosi come un'entità autonoma.

## Geografia fisica

### Territorio
La città di Minsk si trova sul versante sud-orientale dei Colli di Minsk, una regione collinare che va dal sud-ovest, corso superiore del fiume Nioman, al nord-est, fino al lago Lukomskaje.
L'altitudine media sul livello del mare è di 220 metri. La geografia fisica di Minsk è stata modellata nel corso delle ultime due ere glaciali.
Il fiume Svislač, che attraversa la città da nord-ovest a sud-est, scorre nel Urstromtal, antica valle scavata dalle acque di fusione dei ghiacciai alla fine dell'ultima era glaciale. Entro i limiti urbani della città scorrono altri sei corsi più piccoli, tutti parte del bacino del Mar Nero.
Minsk sorge nella zona di boschi misti, tipici della maggior parte della Bielorussia. Pinete e boschi misti delimitano i confini della città, soprattutto nel nord e nell'est. Alcune delle foreste sono state conservate come parchi cittadini a man mano che la città si espandeva.
L'area urbana di Minsk non conta grossi centri conurbati, i maggiori dei quali non superano i 15 000 abitanti, tra i quali i principali Fanipaĺ, Zasłaŭje ed i villaggi urbani di Mačuliščy e Rudziensk

### Clima
Minsk, secondo la classificazione dei climi di Köppen, ha un clima umido continentale con calde estati semiboreali. Questo grazie alla sua posizione tra la forte influenza dell'aria umida proveniente dall'Oceano Atlantico e l'aria secca della massa continentale eurasiatica.
Il suo tempo è instabile e tende a cambiare spesso. La temperatura media di gennaio è -4,5 °C, mentre la temperatura media di luglio è 18,5 °C. La temperatura più bassa è stata registrata il 17 gennaio 1940, a -40 °C, e la più calda il 29 luglio 1936 e il 3 agosto 2014, a 35 °C. Ciò si traduce in nebbie frequenti, molto comuni in autunno e in primavera.
Minsk riceve 690 millimetri di precipitazioni annuali, di cui un terzo, durante il periodo freddo (come neve e pioggia) e due terzi nel periodo caldo. Durante tutto l'anno, la maggior parte dei venti soffiano da ovest e nord-ovest, portando aria fresca e umida dall'Atlantico. Regimi climatici simili si trovano a Stoccolma, in Svezia e ad Halifax, Canada.
| Minsk (1991-2020) Fonte:    | Mesi         | Mesi         | Mesi         | Mesi         | Mesi        | Mesi        | Mesi        | Mesi        | Mesi        | Mesi         | Mesi         | Mesi         | Stagioni | Stagioni | Stagioni | Stagioni | Anno  |
| Minsk (1991-2020) Fonte:    | Gen          | Feb          | Mar          | Apr          | Mag         | Giu         | Lug         | Ago         | Set         | Ott          | Nov          | Dic          | Inv      | Pri      | Est      | Aut      | Anno  |
| --------------------------- | ------------ | ------------ | ------------ | ------------ | ----------- | ----------- | ----------- | ----------- | ----------- | ------------ | ------------ | ------------ | -------- | -------- | -------- | -------- | ----- |
| T. max. media (°C)          | −2,0         | −0,8         | 4,5          | 12,8         | 18,9        | 22,4        | 24,3        | 23,6        | 17,5        | 10,3         | 3,6          | −0,6         | −1,1     | 12,1     | 23,4     | 10,5     | 11,2  |
| T. media (°C)               | −4,2         | −3,6         | 0,7          | 7,6          | 13,4        | 17,1        | 19,1        | 18,2        | 12,7        | 6,7          | 1,4          | −2,6         | −3,5     | 7,2      | 18,1     | 6,9      | 7,2   |
| T. min. media (°C)          | −6,3         | −6,0         | −2,6         | 2,9          | 8,3         | 12,2        | 14,4        | 13,4        | 8,7         | 3,8          | −0,5         | −4,5         | −5,6     | 2,9      | 13,3     | 4,0      | 3,7   |
| T. max. assoluta (°C)       | 10,3 (2007)  | 13,6 (1990)  | 18,9 (1990)  | 28,8 (2012)  | 30,9 (2003) | 35,8 (2021) | 35,0 (1936) | 35,8 (2015) | 31,0 (2015) | 24,7 (1934)  | 16,0 (1926)  | 11,1 (2015)  | 13,6     | 30,9     | 35,8     | 31,0     | 35,8  |
| T. min. assoluta (°C)       | −39,1 (1940) | −35,1 (1956) | −30,5 (1964) | −18,4 (1923) | −5,0 (1900) | 0,0 (1899)  | 4,3 (1968)  | 1,7 (1966)  | −4,7 (1931) | −12,9 (1940) | −20,4 (1927) | −30,6 (1930) | −39,1    | −30,5    | 0,0      | −20,4    | −39,1 |
| Nuvolosità (okta al giorno) | 8,2          | 7,6          | 6,7          | 6,4          | 6,3         | 6,8         | 6,3         | 6,0         | 6,7         | 7,1          | 8,4          | 8,5          | 8,1      | 6,5      | 6,4      | 7,4      | 7,1   |
| Precipitazioni (mm)         | 47           | 40           | 41           | 43           | 66          | 79          | 97          | 71          | 51          | 55           | 49           | 47           | 134      | 150      | 247      | 155      | 686   |
| Giorni di pioggia           | 11           | 9            | 11           | 13           | 18          | 19          | 18          | 15          | 18          | 18           | 17           | 13           | 33       | 42       | 52       | 53       | 180   |
| Nevicate (cm)               | 11           | 16           | 13           | 0            | 0           | 0           | 0           | 0           | 0           | 0            | 2            | 6            | 33       | 13       | 0        | 2        | 48    |
| Giorni di neve              | 24           | 21           | 15           | 4            | 0,3         | 0,0         | 0,0         | 0,0         | 0,04        | 3,0          | 13,0         | 22,0         | 67,0     | 19,3     | 0,0      | 16,0     | 102,3 |
| Giorni di nebbia            | 5            | 5            | 4            | 2            | 2           | 2           | 1           | 3           | 4           | 5            | 8            | 7            | 17       | 8        | 6        | 17       | 48    |
| Umidità relativa media (%)  | 86           | 83           | 77           | 67           | 66          | 70          | 71          | 72          | 79          | 82           | 88           | 88           | 85,7     | 70       | 71       | 83       | 77,4  |
| Vento (direzione-m/s)       | W 2,8        | W 2,7        | S 2,6        | E 2,5        | NW 2,2      | NW 2,0      | NW 1,9      | W 1,8       | W 2,0       | S 2,3        | S 2,7        | S 2,7        | 2,7      | 2,4      | 1,9      | 2,3      | 2,4   |

## Storia
La leggenda vuole che un gigante di nome Mieniesk o Minč avesse un mulino sulle rive del fiume vicino alla città. Egli macinava le pietre per fare il pane con cui nutrire i suoi guerrieri. Il nome "Minsk", noto anche come Miensk in bielorusso, deriva più probabilmente dalla parola мена (miena, "baratto" in italiano), basato sulla lunga storia di commerci della città.
Attorno al X secolo, il principe Rahvalod (Ragnvald in norvegese, scritto anche Rogvolod), di origine vichinga, governò il principato di Polack, che comprendeva Minsk. La prima menzione scritta di Minsk risale al 1066, ed è correlata alle lotte dinastiche tra il principato di Polack e quello di Kiev. In seguito Minsk cadde sotto l'influenza del Granducato di Lituania, che in seguito divenne parte della Confederazione polacco-lituana.

### Voivodato e Governatorato di Minsk
Nel 1655 Minsk venne conquistata dallo zar Alessio di Russia. Con Giovanni II Casimiro di Polonia (1648-1668) la città tornò a far parte della Confederazione polacco-lituana, come capoluogo del palatinato omonimo. Nel 1795, in seguito alla terza spartizione della Polonia la città venne nuovamente annessa all'Impero russo, diventando il capoluogo del governatorato omonimo.
Fra il 1919 e il 1920 la città fu controllata dalla Seconda Repubblica di Polonia, nel corso della Guerra russo-polacca.

### Repubblica Socialista federata all'Unione Sovietica
Successivamente venne ceduta all'Unione Sovietica in base ai termini della Pace di Riga, e divenne la capitale della Repubblica Socialista Sovietica Bielorussa, una delle repubbliche costituenti l'Unione Sovietica (per un breve periodo, nel 1919, fu capitale anche della Repubblica Socialista Sovietica Lituano-Bielorussa).
L'area di Minsk divenne un centro del movimento partigiano russo dietro le linee nemiche, durante la grande guerra patriottica, e perciò a Minsk venne attribuito il titolo di Città eroina nel 1944. Durante la guerra la città venne quasi completamente distrutta e solo pochi edifici storici sono rimasti. Il Ghetto di Minsk, il più grande della Bielorussia, fu istituito nel 1941 per raccogliere i 100 000 ebrei concentrati nella zona. Fu liquidato nell'ottobre 1943 sotto la guida dell'ufficiale dell'SD, e agente della Gestapo, Adolf Rube, che faceva parte dell'Einsatzgruppe B; la quasi totalità dei ebrei ivi imprigionati perirono nell'Olocausto.
Minsk venne liberata dall'Armata Rossa il 3 luglio 1944 durante l'operazione Bagration.

### Capitale dello Stato indipendente

Veduta dall'Hotel Belarus della mikrorajon di Ul.Vera Horužaja, dopo le rive dello Svislac

Dal 1991 la città è la capitale dello Stato indipendente e sovrano bielorusso, sede della Comunità degli Stati Indipendenti e dell'Unione Russia-Bielorussia.

## Cultura

### Musei

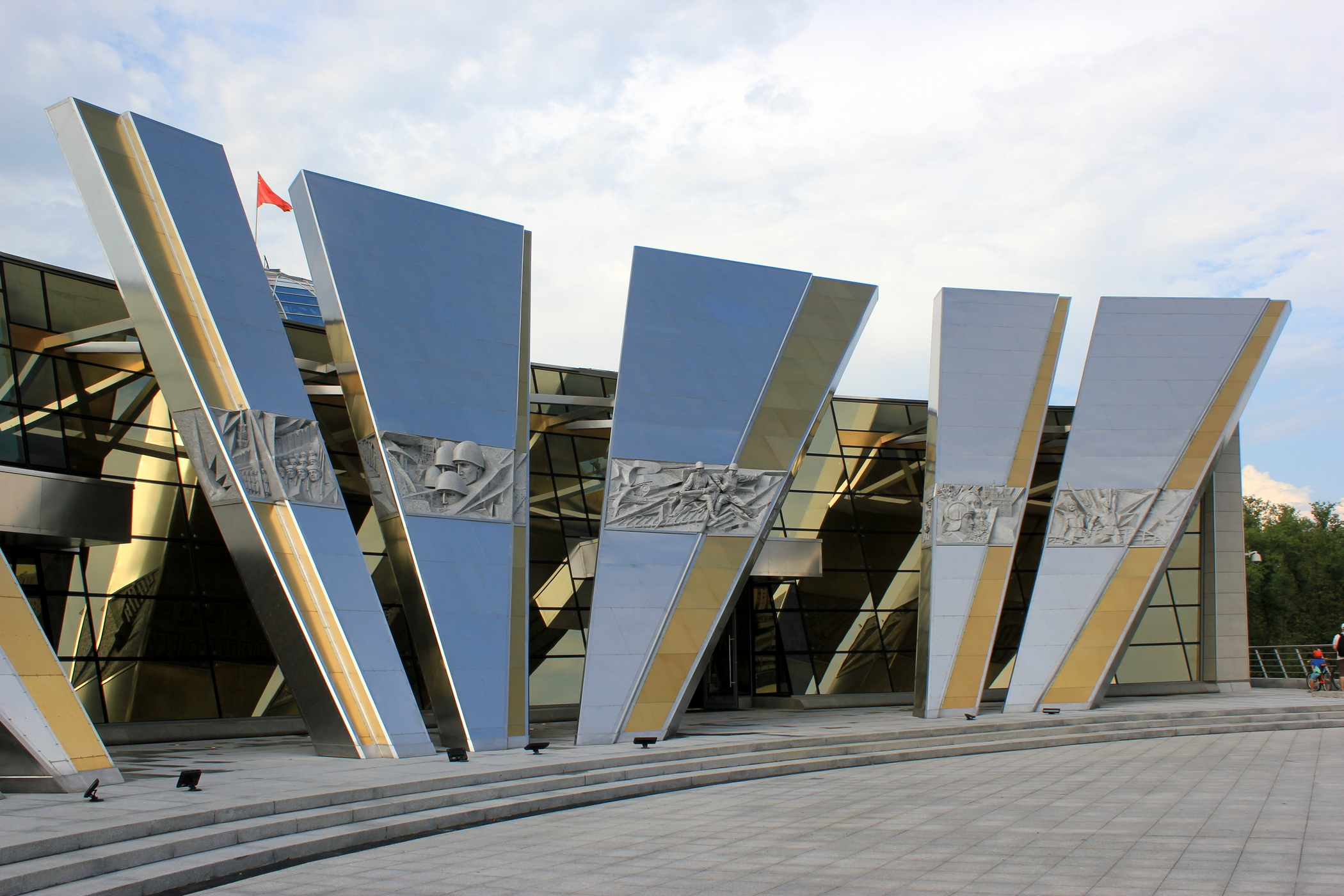
Museo nazionale bielorusso della storia della Grande guerra patriottica

- Museo nazionale bielorusso della storia della Grande guerra patriottica
- Museo nazionale di belle arti della Repubblica di Bielorussia
- Museo della storia e della cultura nazionale
- Museo del folclore e dell'etnografia
- Museo letterario "Maksim Bahdanovič"
- Museo letterario
- Museo della storia antica bielorussa
- Museo della natura e dell'ambiente
- Museo della civiltà contadina bielorussa
- Museo della "Storia Moderna"

### Biblioteche
- Biblioteca nazionale di Bielorussia

### Teatri

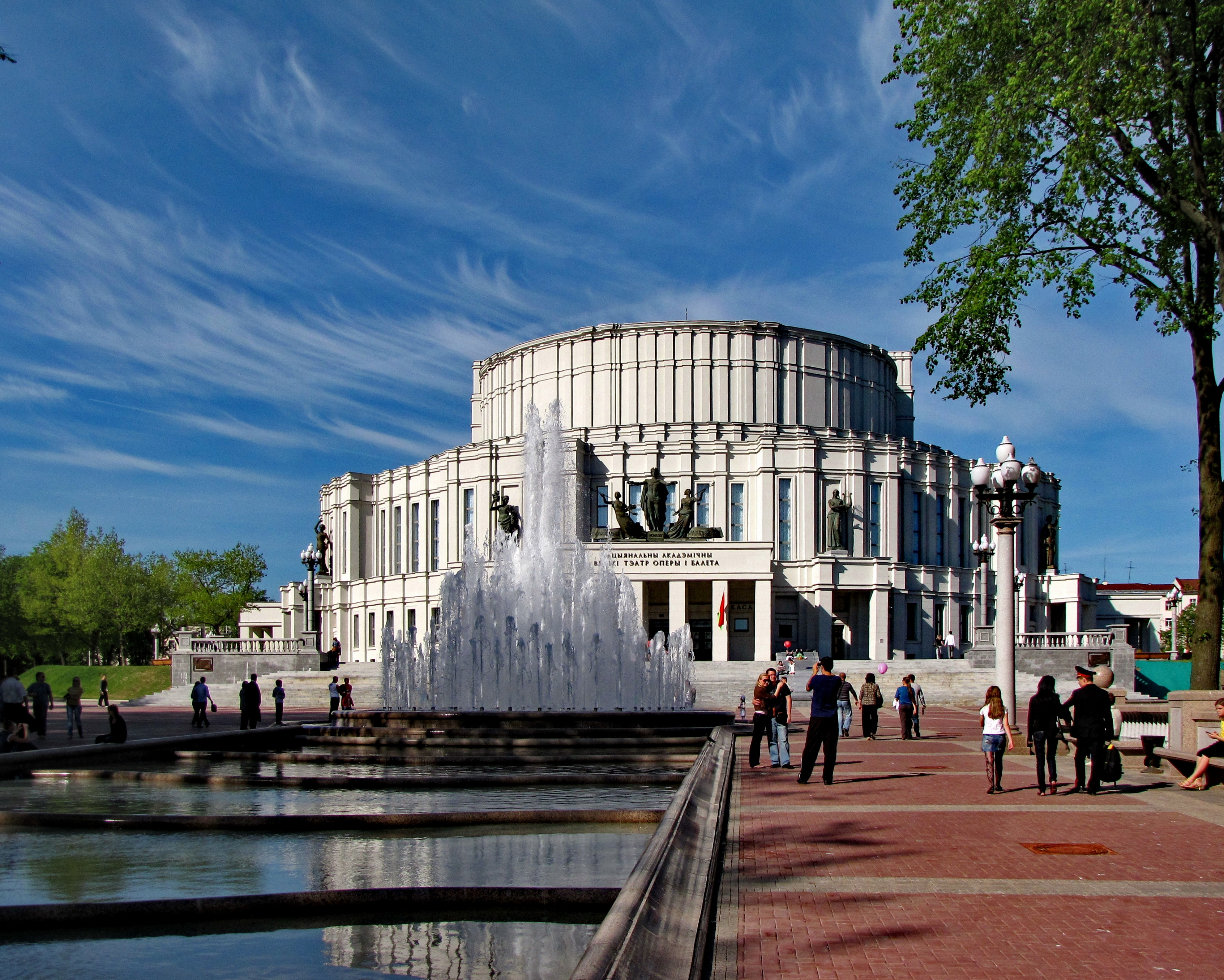
Teatro dell'Opera e del Balletto

- Teatro della commedia musicale bielorussa
- Teatro nazionale "Maksim Gor'kij"
- Teatro nazionale "Janka Kupała"

### Chiese principali
- Cattedrale dello Spirito Santo

Cattedrale dello Spirito Santo

- Cattedrale della Santa Vergine Maria
- Cattedrale dei Santi Pietro e Paolo
- Chiesa di San Giuseppe
- Chiesa dei Santi Simone e Elena
- Chiesa di Santa Maria Maddalena
- Cattedrale cattolica di San Simeone
- Chiesa di San Donnino

### Università
- Università statale bielorussa
- Università statale della tecnologia agricola
- Università tecnica nazionale
- Università medica statale
- Università economica statale
- Università statale della cultura e delle arti
- Università statale degli studi pedagogici "Maksim Tank"
- Università statale di informatica e radioelettronica
- Università statale dell'educazione fisica
- Università statale della tecnologia
- Università statale linguistica di Minsk
- Università statale internazionale degli studi ambientali "Andrej Dmitrievič Sacharov"

## Società

### Evoluzione demografica
Negli ultimi 50 anni del XX secolo si è registrato un continuo aumento della popolazione urbana, che tendenzialmente va raggiungendo 1 800 000 abitanti. Dopo la seconda guerra mondiale, a causa dell'occupazione nazista, la città aveva ridotto la popolazione a meno di 1/6 di quella del 1941. La città ha raggiunto il milione di abitanti nel 1972.
| Anno | Abitanti |
| ---- | -------- |
| 1450 | 5 000    |
| 1654 | 10 000   |
| 1667 | 2 000    |
| 1790 | 7 000    |
| 1811 | 11 000   |
| 1813 | 3 500    |
| 1860 | 27 000   |
| 1897 | 91 500   |
| 1917 | 134 000  |
| 1941 | 300 000  |
|      |          |

| Anno | Abitanti  |
| ---- | --------- |
| 1944 | 50 000    |
| 1959 | 509 500   |
| 1970 | 907 100   |
| 1972 | 1 000     |
| 1979 | 1 276 000 |
| 1986 | 1 500 000 |
| 1989 | 1 607 000 |
| 1999 | 1 680 000 |
| 2004 | 1 741 371 |
| 2006 | 1 780 000 |
|      |           |

| Anno | Abitanti  |
| ---- | --------- |
| 2014 | 1 921 861 |
| 2018 | 1 981 690 |
| 2020 | 2 020 600 |
|      |           |

## Geografia antropica

### Suddivisioni amministrative
Minsk si divide in 9 distretti i cui nomi (russo-bielorusso), immutati dopo il 1991, fanno riferimento all'epoca sovietica:
1. Central'nyj-Cėntral'ny: Il distretto centrale
2. Sovetskij-Savecki: Riferito all'Unione Sovietica
3. Pervomajskij-Peršamajski: Riferito al 1º maggio, Festa del lavoro
4. Partizanskij-Partyzanski: Riferito ai partigiani sovietici
5. Zavodskoj-Zavodski: Il distretto industriale
6. Leninskij-Leninski: Dal nome di Lenin
7. Oktjabr'skij-Kastryčnicki: Riferito alla rivoluzione d'ottobre
8. Moskovskij-Maskoŭski: Riferito alla città di Mosca
9. Frunzenskij-Frunzenski: Dal nome di Michail Frunze

La città conta 32 Mikrorajon, piccoli insediamenti esterni al centro storico. Essi sono Aeradromnaja, Akademgorodok, Angarskaja, Azjaryša, Červonyj Bor, Čyžovka, Drazdy, Dražnja, Harkauskaja, Kuntsauščina, Kurasovščina, Loshitsa, Malinovka, Malyj Trostenec, Masjukovščina, Povdnyovij Zagad, Paunočnyj Posjolok, Serabranka, Shabanyj, Sokol, Sosnyj, Stsypjanka, Suharova, Sjarova, Uručča, Ushod, Ushodny, Velikaja Slepjanka, Vesnjanka, Zagad, Zelënyj Lug.

## Economia
Minsk è una città con numerosi stabilimenti. La zona industriale di Minsk è concentrata nel quartiere omonimo Zavodskij.
Tra le aziende, i più famosi ed importanti sono:

### Settore automobilistico
- Minskij Avtomobil'nyj Zavod (MAZ) - produttore di autoveicoli
- Minskij Zavod Kolësnych Tjagachehj (VOLAT) - produttore di chassis per i mezzi d'opera speciali
- Minskij Traktarnyj Zavod (MTZ) - produttore di trattori medie e grandi
- Belkommunmaš (BKM) - produttore di filobus, filosnodati, bus elettrici e tram
- Amcodor - produttore delle macchine stradali
- Minskij Motornij Zavod (MMZ) - produttore di motori diesel per i trattori, autocarri, bus e tanti altri
- Minskij Motovelozavod - produttore delle biciclette e motocicli.

### Settore elettronico e produzione di elettrodomestici
- Horizont - produttore di schermi elettronici, TV;
- Atlant - produttore di elettrodomestici (frigoriferi, lavatrici etc.);
- Integral - produttore di prodotti elettronici.

### Settore cosmetico
- Bielita-Vitex - produttore di cosmetica per la cura del corpo, viso e capelli.

### Settore vestiario
- Milavitsa - abbigliamento.

## Vjaliki kamen'
Nella zona industriale Vjaliki kamen' (Вялікі камень; in italiano La grande pietra), distante circa 35 km dalla città, si trovano tanti stabilimenti di produttori stranieri (cinesi, svizzeri, etc.).

## Infrastrutture e trasporti

### Trasporti urbani

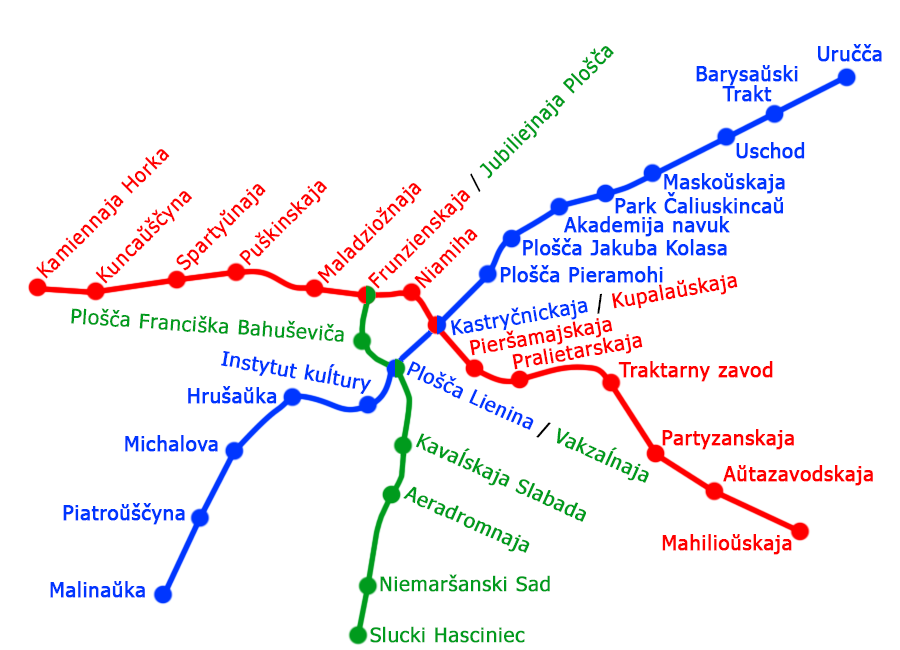
Metropolitana di Minsk

I trasporti pubblici urbani di Minsk contano 4 tipi di mezzi:
- Metropolitana: La rete è costituita da 2 linee, Moskovskaja (1), ed Avtozavodskaja (2), in fase di ampliamento nelle zone periferiche. Nel luglio di 2020 doveva iniziare in primo tronco di Zelenoluzhskaja linea (3) ma l`inizio è spostato per agosto. Sono altresì allo studio 3 nuovi tracciati.
- Tram: La rete tranviaria urbana conta 8 linee, articolate in un percorso a "croce" che si raccorda in centro.
- Filobus: La rete filoviaria conta più di 60 linee, piuttosto estesa in tutta la città. La flotta di filobus di Minsk è più di 700 mezzi di trasporto. Dal 2020 in Minsk operano 70 filobus MAZ-T203 dotati di percorso autonomo da 15–20 km.
- Autobus: La rete vanta un'estensione urbana capillare.

L`operatore maggiore è Minsktrans - società municipale di Governo della Città di Minsk.

### Ferrovie nazionali

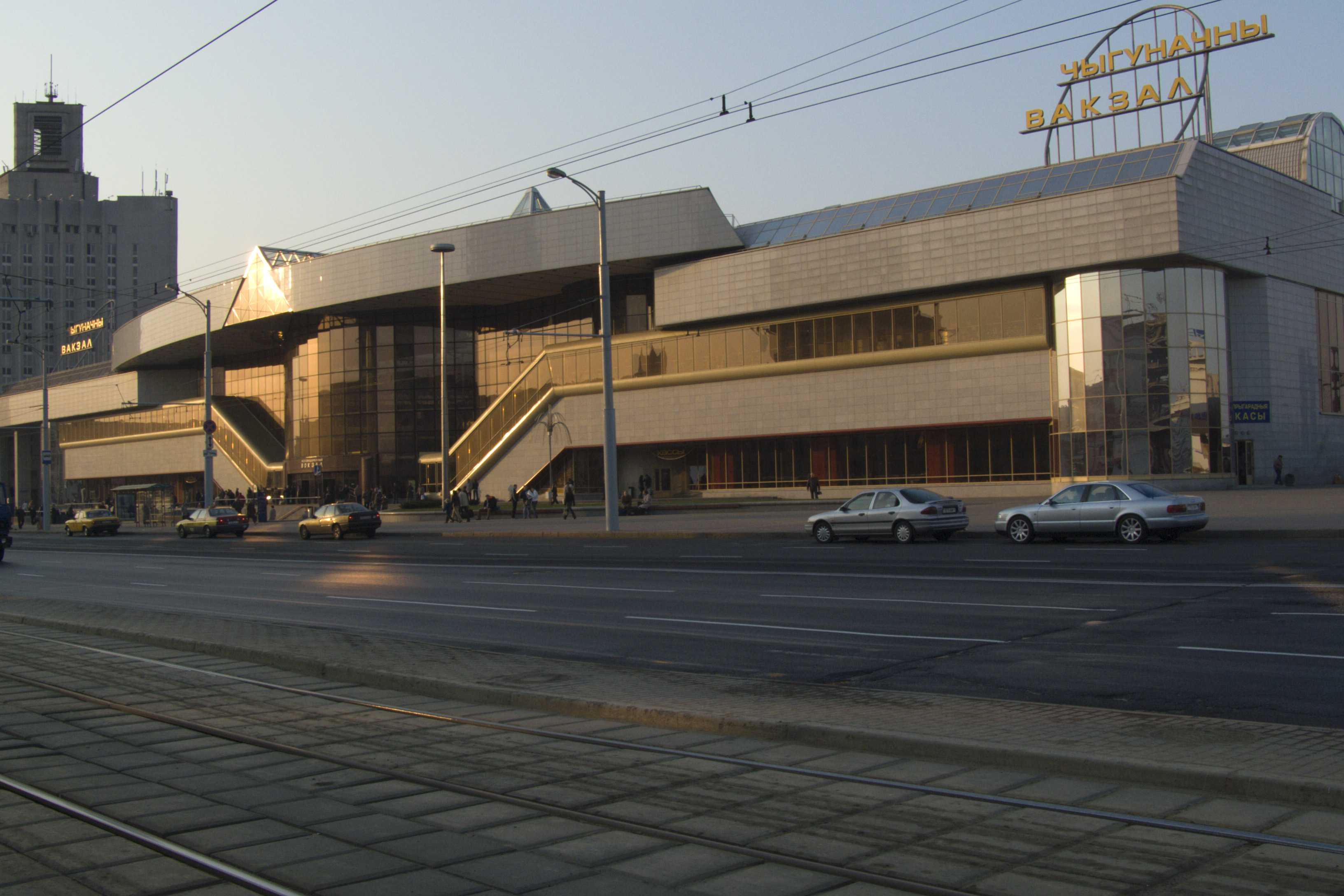
La stazione centrale

La capitale bielorussa, sia per l'importanza che per la posizione geografica, è il centro nevralgico dei trasporti ferroviari nazionali, gestiti dalla Belorusskaja železnaja doroga (BŽD) (in bielorusso БЧ -Belaruskaja Čygunka-).

Dalla rinnovata stazione centrale Minsk-Pasažyrski, (sita nella centralissima Plošad Lenina - Piazza Lenin), partono ogni giorno numerosi treni internazionali che sovente coprono distanze notevoli, come ad esempio Irkutsk (in Siberia).
Oltre ad essa vi sono numerose piccole e medie stazioni: la più importante fra queste è Minsk Institut'Kultury. Vicina alla centrale e collegata ad essa anche tramite il metrò, è un punto alternativo di smistamento per i trasporti locali.

### Aeroporti
Minsk prima contava 2 importanti aeroporti: Aeroporto di Minsk-I, sito nella zona centro-meridionale della città; e Minsk-II, sito a Shemetovo, nella vicina raion di Smoleviči. La compagnia aerea nazionale, che ha sede a Minsk, è la Belavia. Nell'anno 2019 aeroporto Minsk-1 è stato chiuso ufficialmente. Tutti i voli si fanno dall'Aeroporto Nazionale di Minsk (Minsk-II).

### Arterie stradali
La superstrada M1 Brėst-Barysaŭ lambisce la capitale ed è ad essa intercollegata tramite un raccordo anulare, il quale collega agevolmente altre importanti strade statali e superstrade che raggiungono Minsk. La M1 bielorussa è altresì inserita in un progetto autostradale internazionale, compiuto a tratti, volto a collegare Berlino e Mosca via Varsavia.

## Riconoscimenti
- Minsk è stata insignita, con altre città dell'Unione Sovietica, del titolo di Città eroina (in russo город-герой?, gorod-geroj) nel 1974, per la resistenza all'invasione nazista durante la Seconda guerra mondiale.
- L'asteroide 3012 Minsk, scoperto nel 1979 da Nikolaj Stepanovič Černych, ha assunto questo toponimo in onore della città bielorussa.

## Sport
Le principali squadre calcistiche di Minsk sono la Dinamo Minsk, l'MTZ-RIPO Minsk, l'Fk Minsk ed il Futbol'ny Klub Krumkačy.
Minsk ha ospitato tre edizioni dei Campionati mondiali di biathlon, nel 1974, nel 1982 e nel 1990. In città sono state organizzate anche alcune gare di sci di fondo e di freestyle valide per le rispettive Coppe del Mondo.
La principale squadra di hockey su ghiaccio è la Dinamo Minsk, militante nella Kontinental Hockey League. Nel 2014 la città ha ospitato il campionato mondiale di hockey su ghiaccio.
A Minsk hanno sede tre società di football americano, i Minsk Zubrs, i Minsk Litwins e i Minsk Pagans.
In città ha sede la squadra di basket Basketbol'nyj klub Cmoki Minsk.

## Amministrazione

### Gemellaggi
- Abu Dhabi
- Ankara
- Bakersfield
- Bangalore
- Belo Horizonte
- Caracas
- Chișinău, dal 2000[6]
- Nevers
- Detroit
- Eindhoven
- Erevan
- Katmandu
- L'Avana
- Lione
- Łódź
- Marzahn-Hellersdorf
- Murmansk
- Nottingham
- Novosibirsk
- Odessa
- Pechino, dal 2000[7]
- Potsdam
- Sendai
- Teheran

## Galleria d'immagini

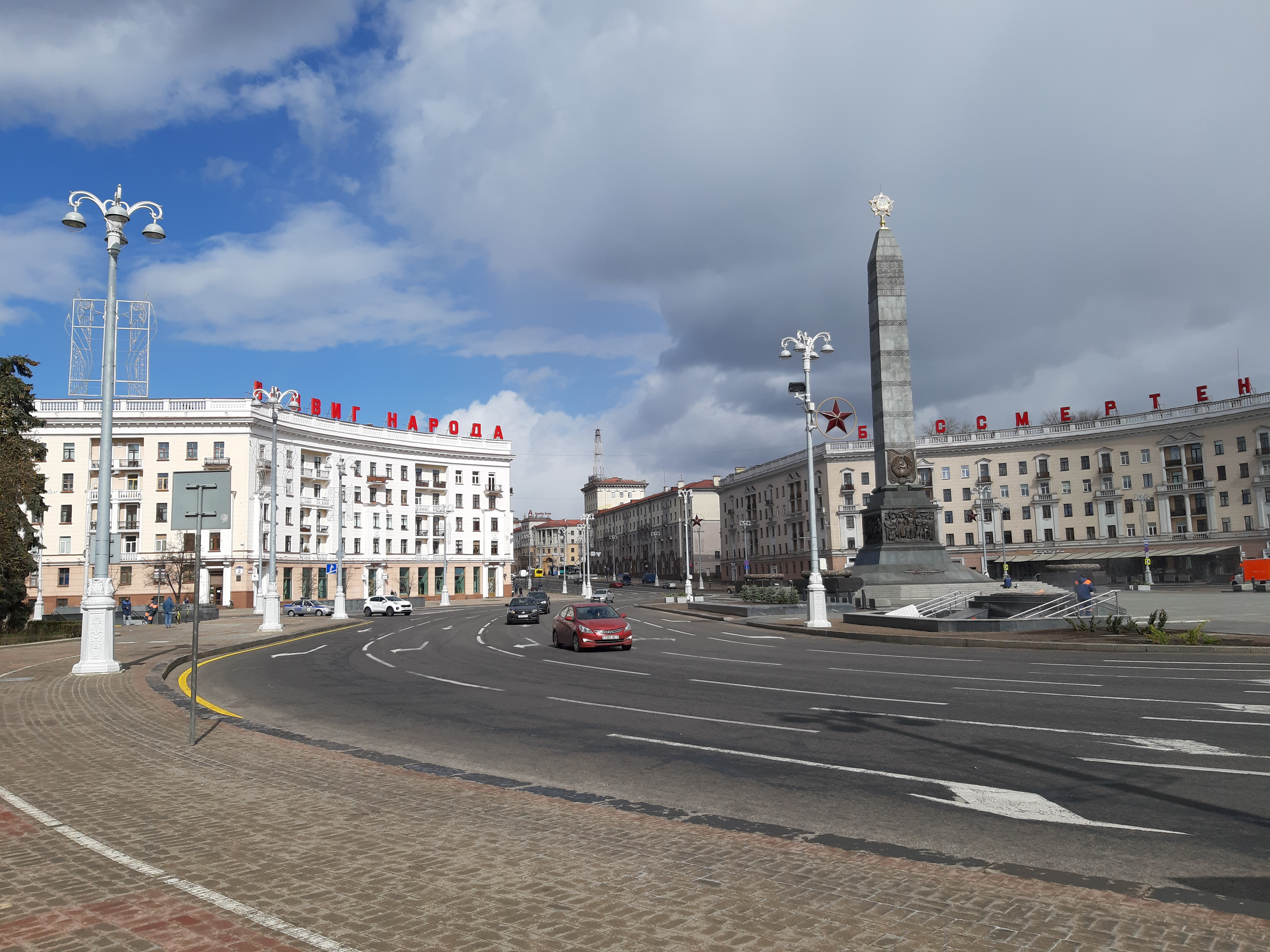
Piazza della Vittoria
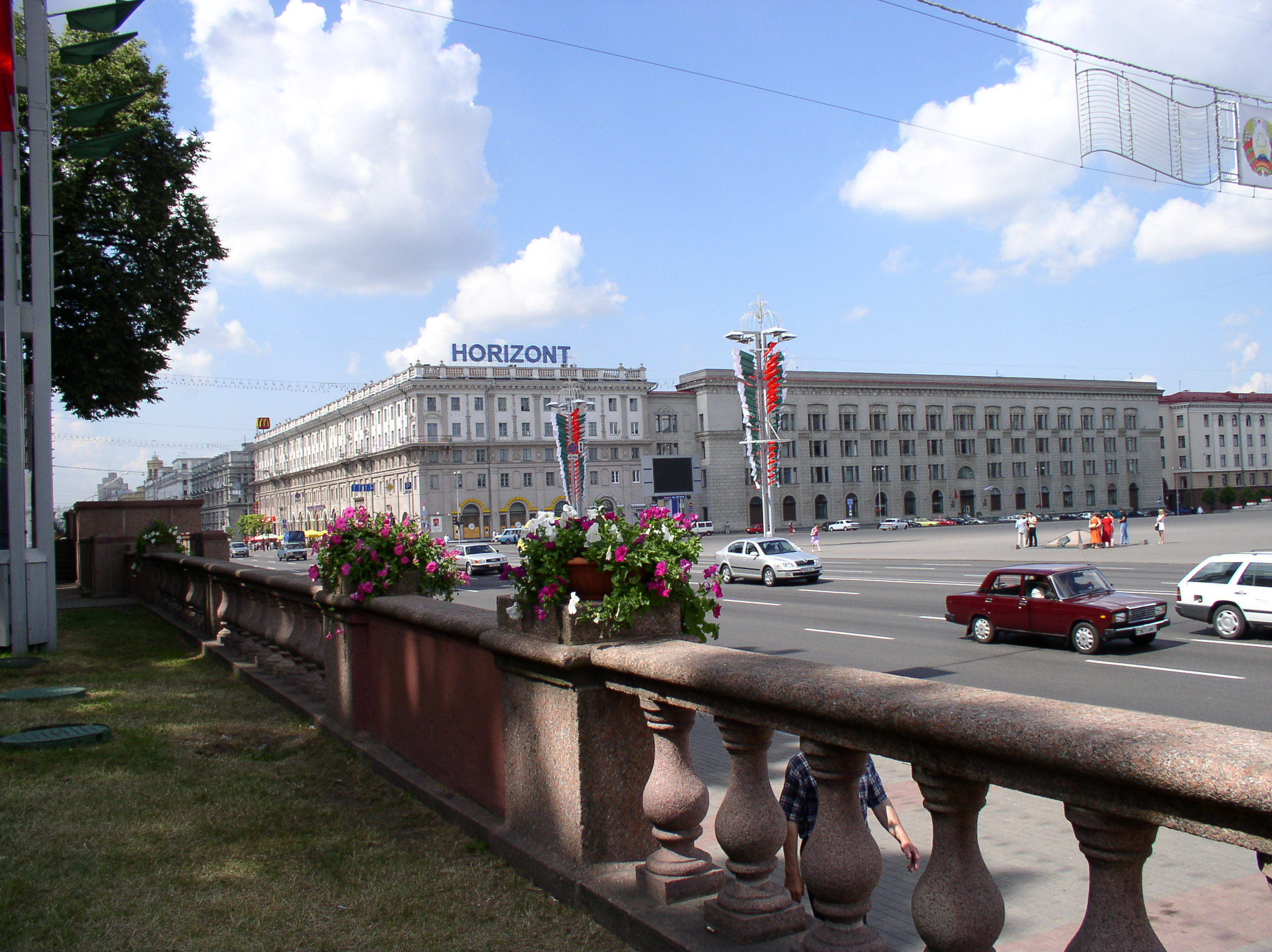
Piazza Ottobre nel 2005.
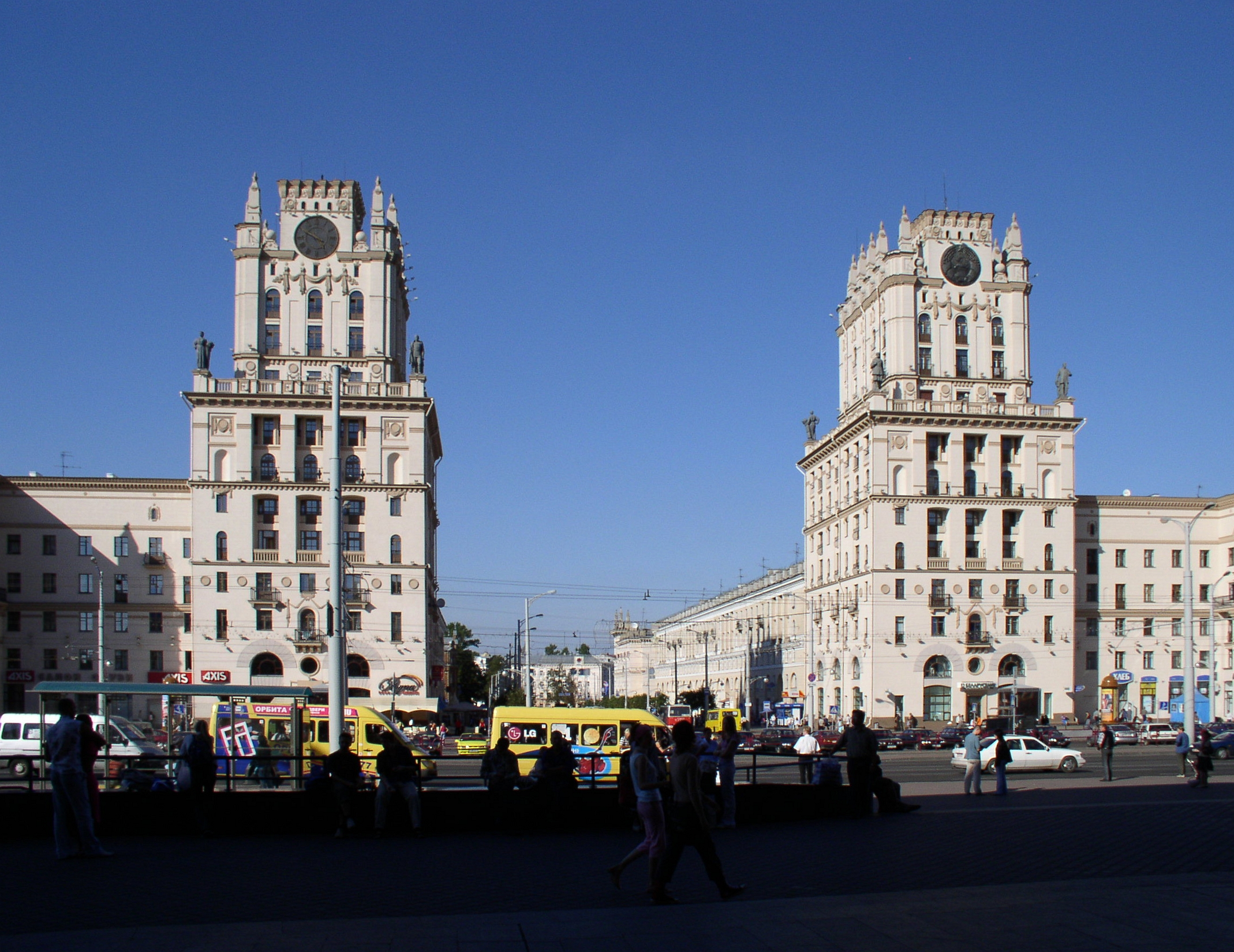
Piazza della Stazione nel 2005.
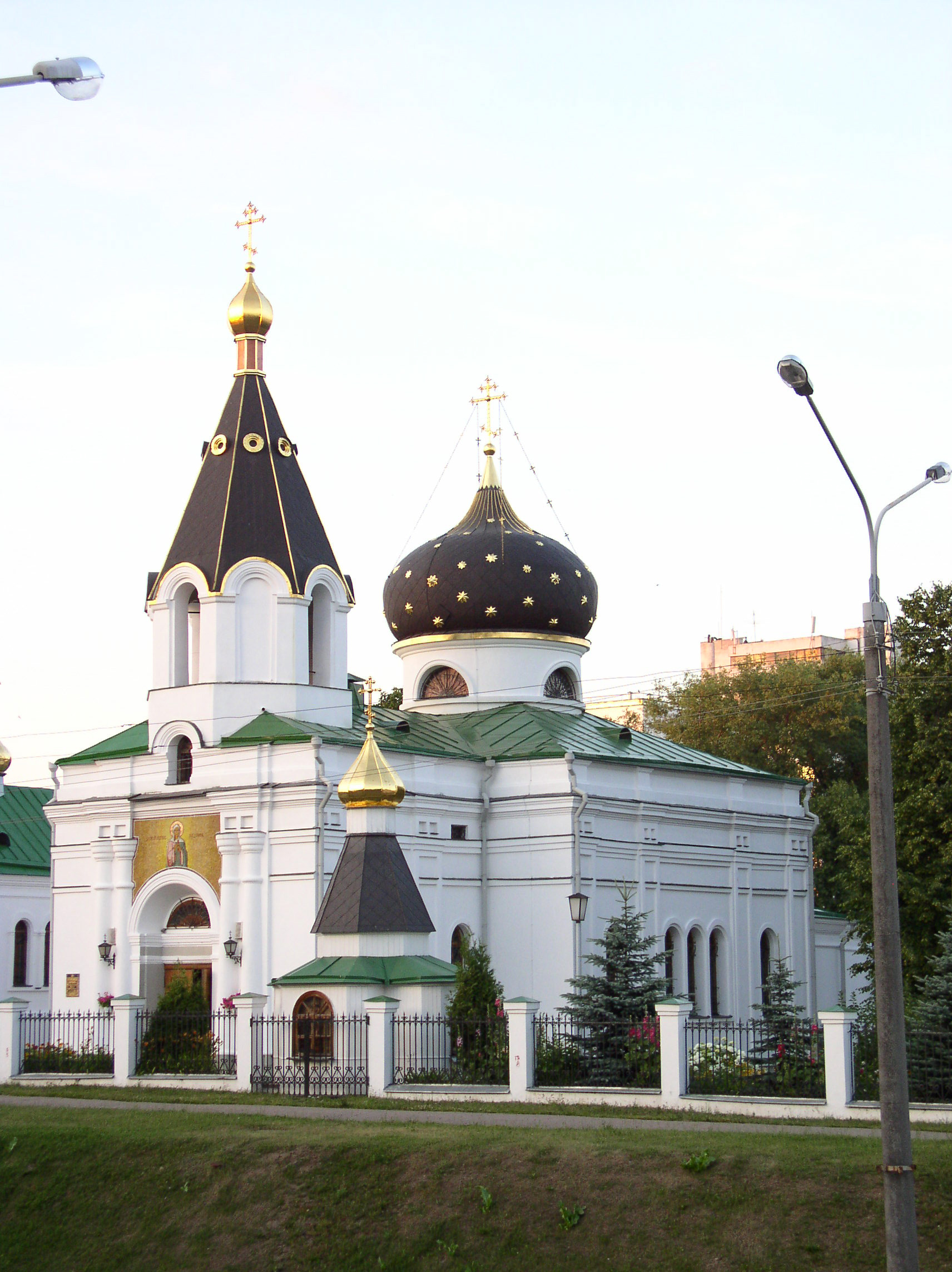
Chiesa ortodossa di Maria Maddalena nel 2005.
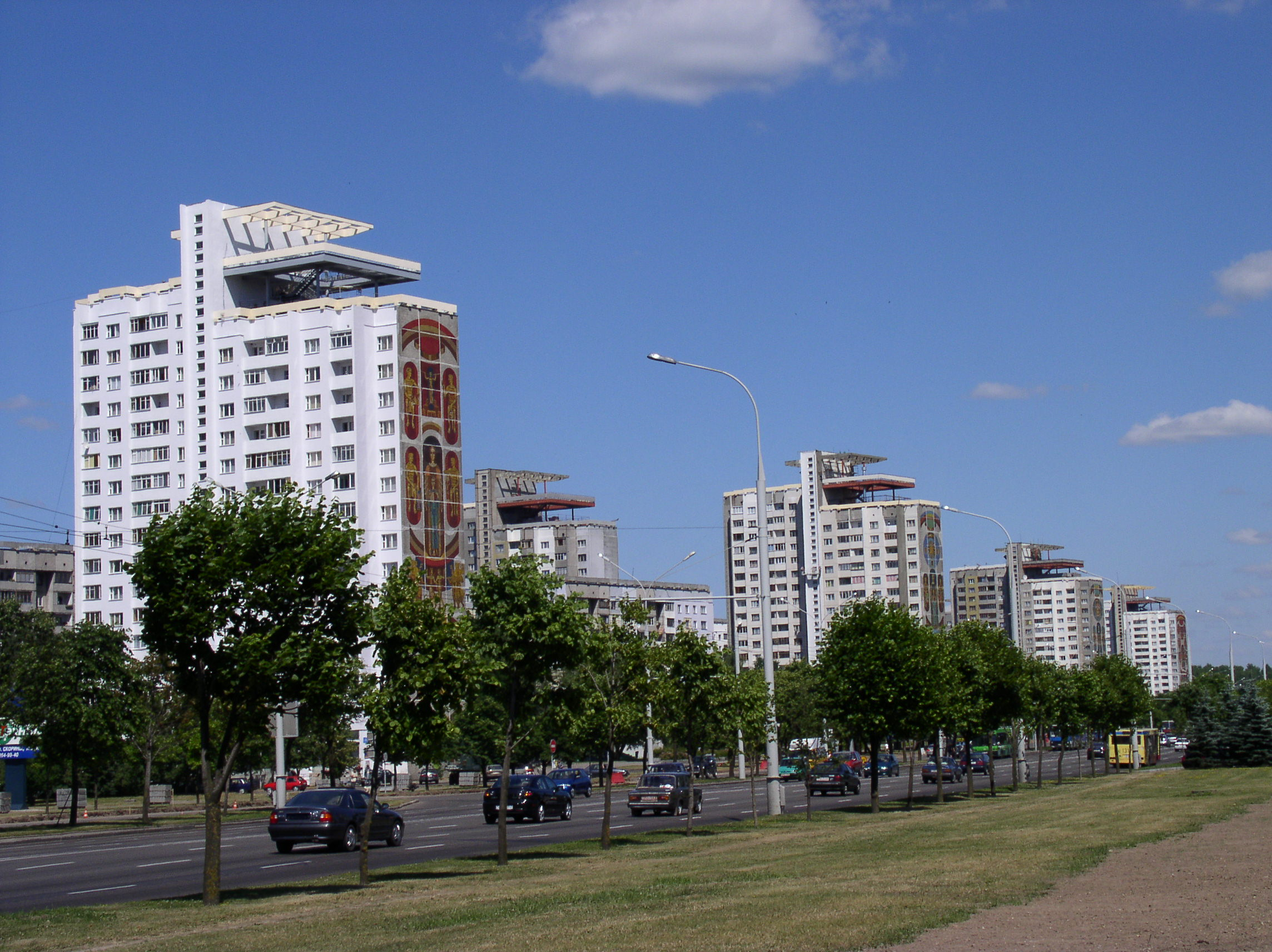
Prospettiva Nezavisimosti (microdistretto "Est-1") nel 2005.
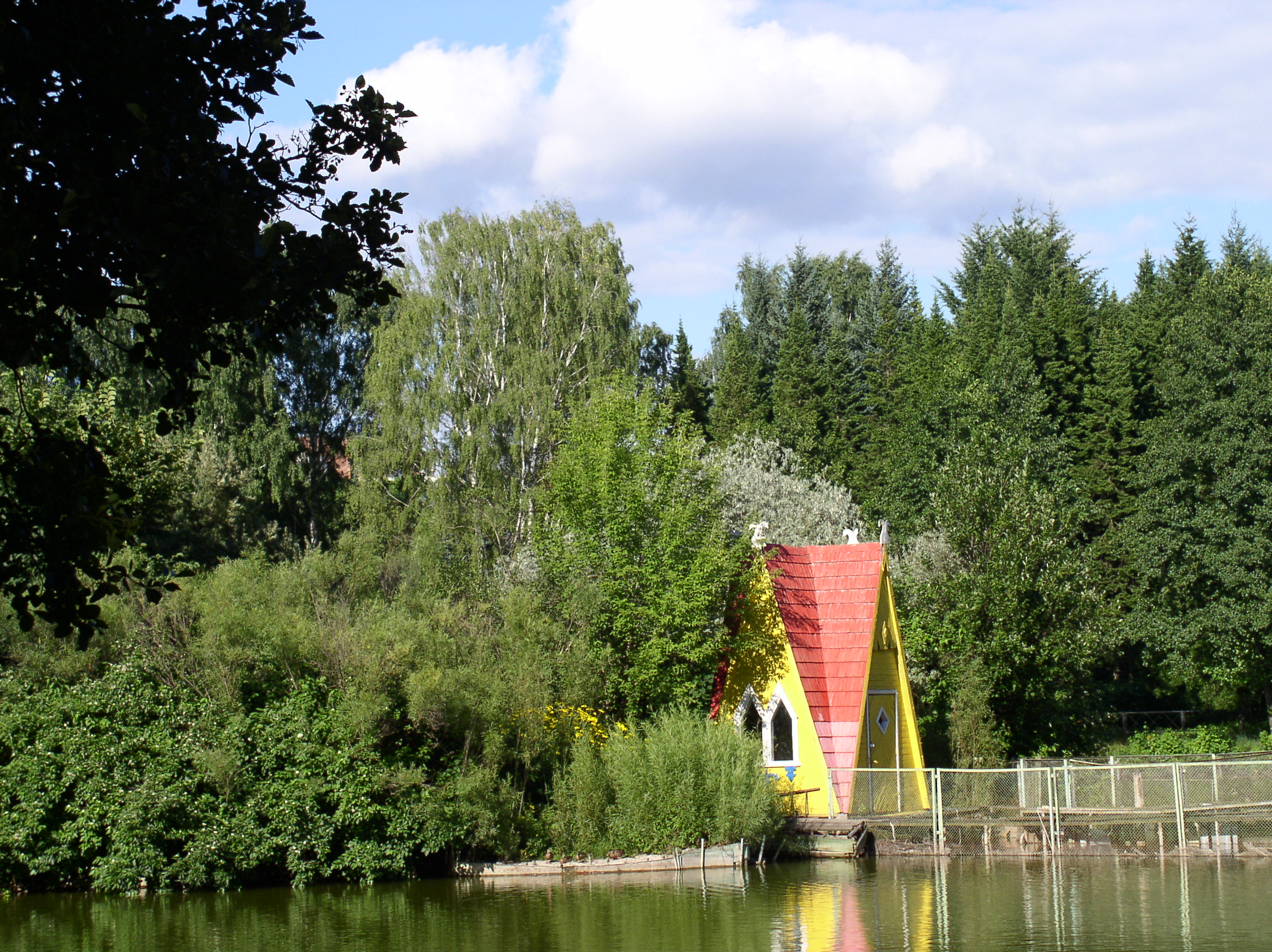
Orto botanico.
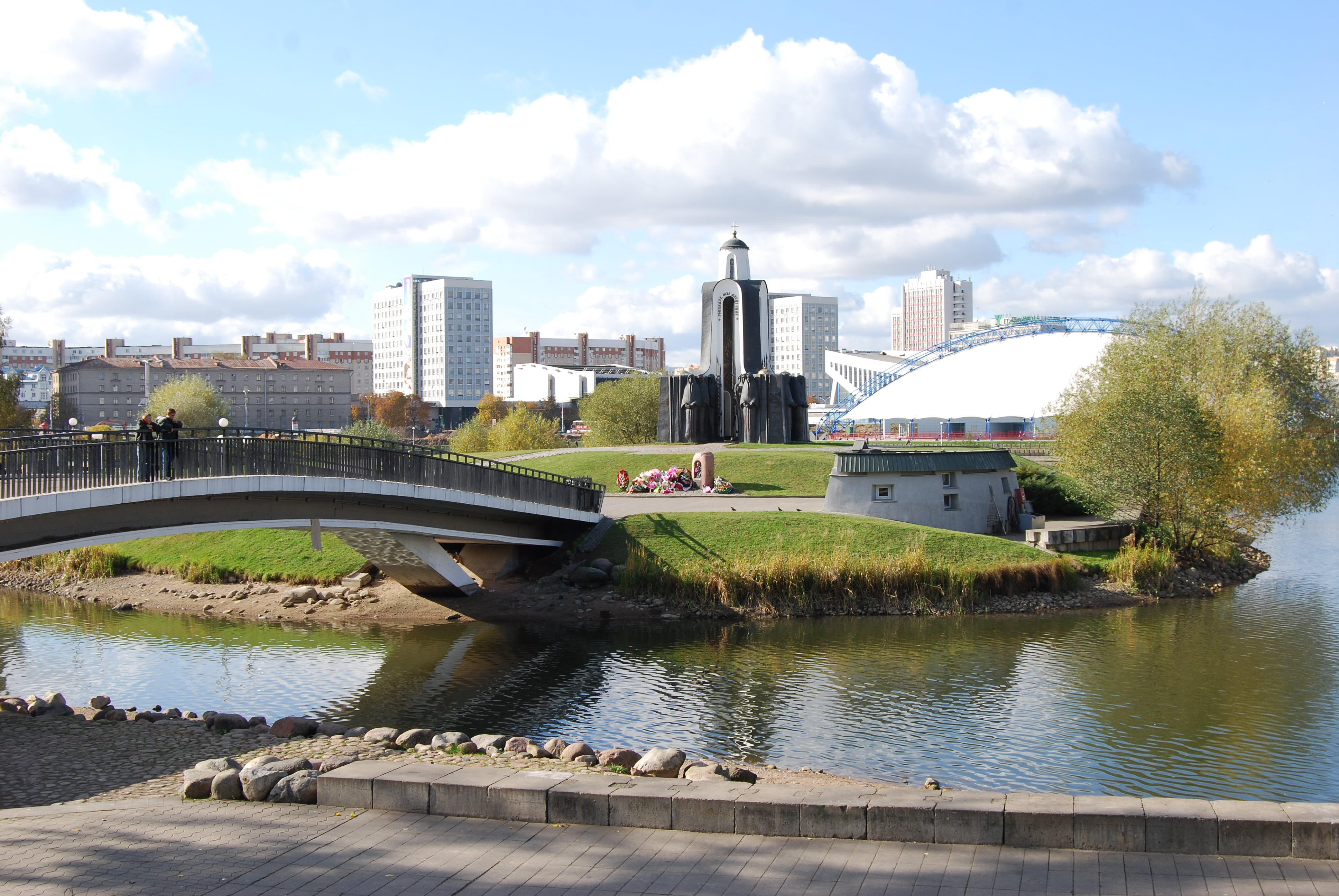
L'Isola delle Lacrime sul fiume Svislač.
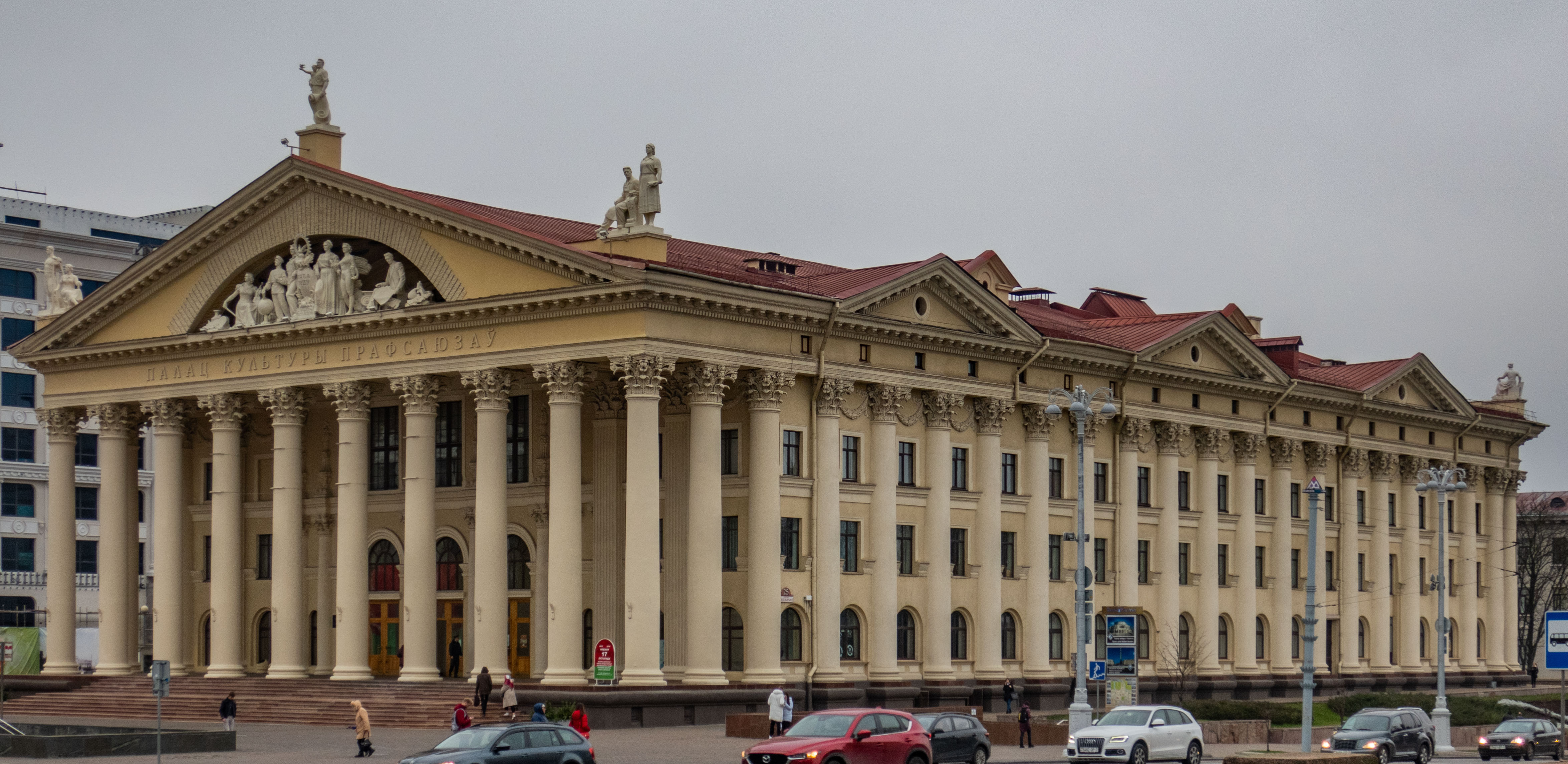
Il Palazzo della Cultura